# Висоцько-Велике
Висоцько-Велике (пол. Wysocko Wielkie) — село в Польщі, у гміні Острув-Велькопольський Островського повіту Великопольського воєводства.
Населення — 1001 особа (2011).

## Демографія
Демографічна структура станом на 31 березня 2011 року:
|          | Загалом | Допрацездатний вік | Працездатний вік | Постпрацездатний вік |
| -------- | ------- | ------------------ | ---------------- | -------------------- |
| Чоловіки | 503     | 90                 | 368              | 45                   |
| Жінки    | 498     | 90                 | 304              | 104                  |
| Разом    | 1001    | 180                | 672              | 149                  |